# مرغريف
المَرْغَريف هو لقب من العصور الوسطى للقائد العسكري المكلف بالدفاع عن إحدى المقاطعات الحدودية للإمبراطورية الرومانية المقدسة أو مقاطعات مملكة أخرى.
زوجة المرغريف تسمى المَرْغَريفَة.